# Japan Open 2023
Japan Open 2023 (cunoscut și sub numele de Kinoshita Group Japan Open Tennis Championships  din motive de sponsorizare) a fost un turneu de tenis masculin care s-a jucat pe terenuri dure în aer liber. A fost cea de-a 48-a ediție a Japan Open, turneu de nivel ATP 500 din sezonul ATP Tour 2023. S-a desfășurat la Ariake Coliseum din Tokyo, Japonia, în perioada 15-22 octombrie 2023.

## Campioni

### Simplu masculin
Pentru mai multe informații consultați Japan Open 2023 – Simplu

### Dublu masculin
Pentru mai multe informații consultați Japan Open 2023 – Dublu

## Puncte și premii în bani

### Distribuția punctelor
| Probă  | C   | F   | SF  | QF | R16 | R32 | Q  | Q2 | Q1 |
| Simplu | 500 | 300 | 180 | 90 | 45  | 0   | 20 | 10 | 0  |
| Dublu  | 500 | 300 | 180 | 90 | 0   | N/A | 45 | 25 | 0  |

### Premii în bani
| Probă  | C         | F         | SF       | QF       | R16      | R32      | Q   | Q2      | Q1      |
| Simplu | 347.390 $ | 186.920 $ | 99.615 $ | 50.895 $ | 27.170 $ | 14.490 $ | N/A | 7.425 $ | 4.165 $ |
| Dublu* | 114.100 $ | 60.860 $  | 30.800 $ | 15.390 $ | 7.970 $  | N/A      | N/A | N/A     | N/A     |

*per echipă